# Antoine-Simon Maillard
Pour les articles homonymes, voir Maillard.
Pierre Antoine Simon Maillard (Chartres, 1710-Halifax, 12 août 1762) est un missionnaire français.

## Biographie

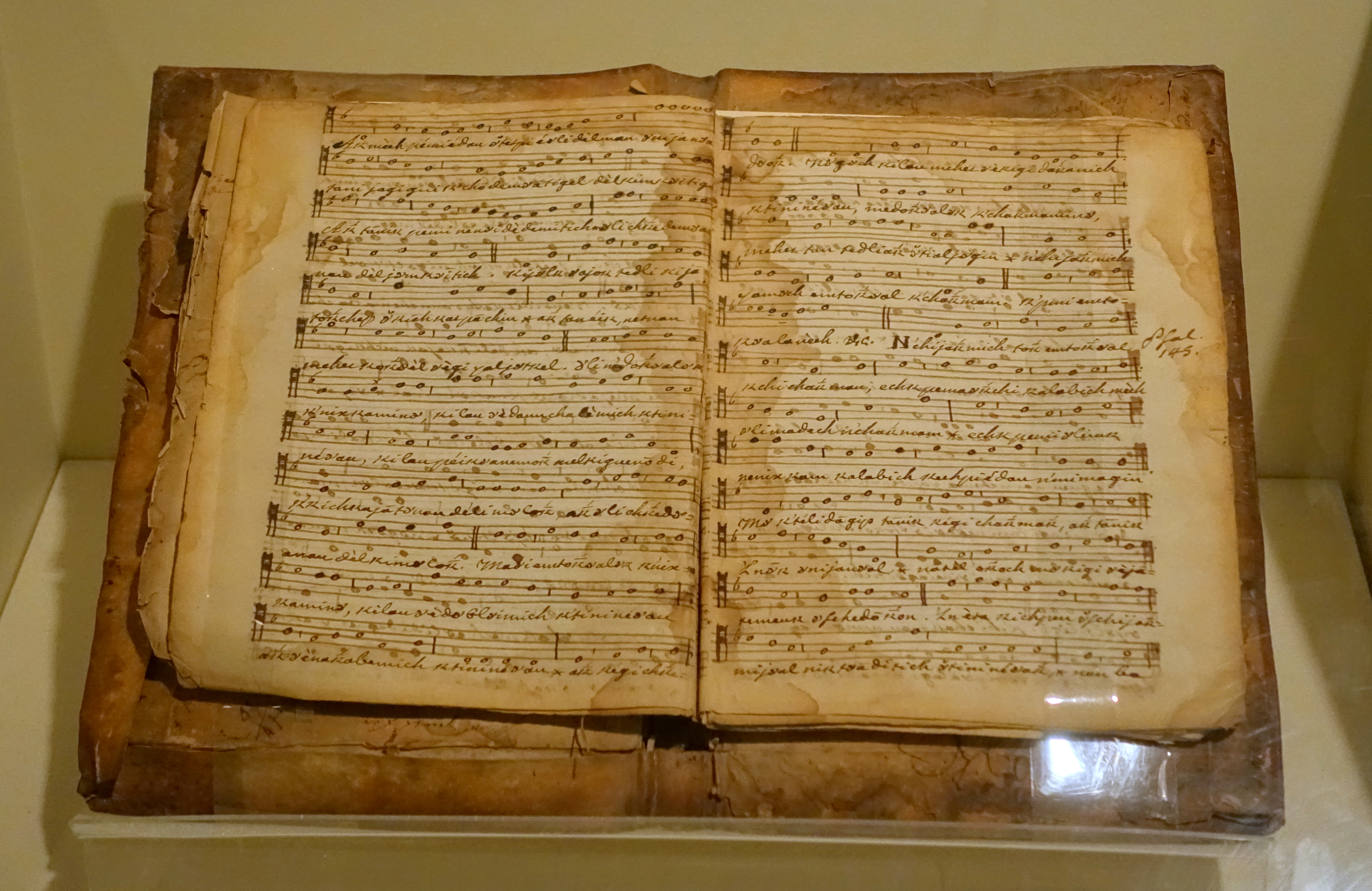
Livre de prières en micmac.

Il fait des études au séminaire du Saint-Esprit à Paris, puis est nommé au séminaire des Missions étrangères. Choisi en 1735 pour évangéliser les Micmacs, il part pour Cap-Breton (Québec) où il débarque le 13 août. Nommé en 1740 vicaire général de l'évêque de Québec, il est capturé par les Anglais lors de la guerre anglo-française à la chute de Louisbourg et est renvoyé en France.
Il revient au Canada en 1746 avec l'expédition du duc d'Anville et participe à la bataille de Grand-Pré. En 1749, il participe à la fondation de Halifax mais les britanniques le forcent à s'installer à Minas Basin. Il parvient malgré tout à implanter une mission et un oratoire à Halifax en 1759-1760 et se met au service des Anglais lors de la négociation d'un traité de paix avec les Micmacs.
Gravement malade dès juillet 1762, il meurt le 12 août et est inhumé avec les honneurs britanniques dans l'église Saint-Paul d'Halifax.
Maillard reste célèbre pour ses transcriptions des hiéroglyphes micmacs.